# Boëdromion
Boëdromion (altgriechisch Βοηδρομιών, auch in der Nebenform Βαδρομιών Badromion) war ein Monat in mehreren antiken griechischen Kalendern, die auf dem ionischen Kalender fußen. In der Form Badromios (Βαδρόμιος, auch Βατρόμιος Batromios) erscheint er auch in dorischen Kalendern.
Im attischen Kalender war Boëdromion der dritte, in späteren Zählungen der erste Monat des Jahres nach dem Metageitnion und vor dem Pyanopsion. Im julianischen Kalender entspricht ihm ungefähr der Monat September. Der Name wird auf das Fest Boëdromia, ein in diesem Monat verrichtetes Opferfest für Apollon Boëdromios, zurückgeführt. Inschriftlich ist der Monatsname für Olbia, Lampsakos, Priene und Chios bezeugt. Die dorische Form findet sich in Kalendern aus Knidos, Kos, Kalymna und Rhodos.